# Flygtning i Danmark
Flygtning i Danmark er en dansk dokumentarfilm fra 1969, der er instrueret af Werner Hedman efter manuskript af Mogens Vemmer.

## Handling
I 1965 modtog Dansk Flygtningehjælp en gruppe syge og nedbrudte mennesker fra flygtningelejr i Italien. To år efter ankomsten har Mogens Vemmer sat fire af disse mennesker stævne for at høre, om statsmedlidenhed er blevet til menneskelig forståelse.